# (18840) Yoshioba
(18840) Yoshioba (1999 PT4) – planetoida z grupy pasa głównego asteroid okrążająca Słońce w ciągu 3,69 lat w średniej odległości 2,39 j.a. Odkryta 8 sierpnia 1999 roku.